# Malahit
Malahit (енгл. malachite) je sa njegovom zelenom bojom jedan od najpoznatijih kamenja. Najprepoznatljivija karakteristika malahita svakako je njegova intenzivna zelena boja, a popularnim ga čini i trakasta tekstura u kojoj se smenjuju svetliji i tamniji tonovi. Malahit je čoveku poznat hiljadama godina. U drevnim civilizacijama amajlije od malahita nošene su kao zaštitnik od bolesti i loše sreće. On je izuzetno lep, ali i prilično mek kamen. Zbog velike osetljivosti neotporan je na habanje, pa se zato ređe upotrebljava za izradu nakita i samim tim ne spada u najcenjenije (polu)drago kamenje. Umesto toga, on se najčešće koristi kao dekorativni kamen. Od malahita se prave pepeljare, kutije za nakit i druge rukotvorine. Kada se od malahita pravi nakit, on se najčešće brusi u glatke, kupaste oblike poznate pod nazivom kabosoni. Ovaj poludragi kamen se ne fasetira, jer primerci koji se koriste za izradu ukrasnih predmeta nemaju pravilan kristalni oblik, budući da su kristali malahita veoma retki. Velika prednost brušenja malahita tehnikom kaboson je u tome sto ovakav način obrade ističe atraktivne trake svetlijih i tamnijih nijansi u njegovoj teksturi. Od malahita se takođe prave perle i dugmad.

## Karakteristike
Malahit se svrstava u karbonatnu grupu minerala. On je karbonat bakra, koji takođe sadrži 2 atoma kiseonika i 2 atoma vodonika. Mada retko ima pravilan kristalni oblik, malahit kristališe po monokliničnom sistemu simetrije, u kojem su sve kristalografske ose različite dužine. Ovaj plemeniti kamen obično se javlja u vidu bubrežastih (reniformnih), grozdastih (botrioidalnih) ili zrakastih masa (sitni kristali imaju igličasti habitus u acikularnom rasporedu). Malahit je 3,5-4 puta teži u odnosu na jednaku zapreminu vode po sobnoj temperaturi. Ovaj plemeniti kamen nema uvek istu sjajnost. Njegovi kristali ponekad svetlucaju poput dijamanta, to jest ima dijamantsku sjajnost, a češće staklastu. Vlaknasti oblici često imaju svilastu sjajnost, dok su masivne (bezoblične) forme mat.

### Rasprostranjenost
- Australija
- Kongo, Demokratska republika
- Engleska
- Francuska
- Nemačka
- Grčka
- Meksiko
- Maroko
- Namibija
- Rusija